# کایل بورنهایمر
کایل بورنهایمر (به انگلیسی: Kyle Bornheimer) (زاده ۱۰ سپتامبر ۱۹۷۵) بازیگر آمریکایی است.
از فیلم‌های معروف او می‌توان به بازی در فیلم محض رضای مسیح، ورونیکا مارس، زنان ازدواج‌نکرده، دوباره تو و او از سطح من بالاتر است اشاره کرد.